# Формувальні піски Дніпропетровської області
В Дніпропетровському блоці Українського щита в полтавській світі (сарматський ярус) відомо 6 родовищ формувальних пісків (потужністю до 30 м), приурочені до палеодолини р. Дніпро.

## Загальний опис
Малишевське комплексне родовище ільменіт-рутил-цирконових розсипних руд експлуатується з 1961 р. На збагачувальній фабриці крім концентрату важких елементів, одержують кварцовий пісок.
Під час експлуатації родовища і перероблення 3,5 млн м³ Ti — Zr-го піску отримується до 5 млн т. чистого кварцового формувального піску марки КО2А і Б і КО16А і Б; 0,2 млн т піску будівельного; 0,2 млн т — скляного. Решта кварцового піску до 3,5 млн т складується в накопичувальні балки — Крута і Скажена.
На 01.01.1998 р. на площі 550 га заскладовано 103,1 млн т. кварцового піску. Балансові запаси комплексних руд складають по категоріях А+В+С1 — 235 667 тис. т.
За 1997 р. по Малишевському родовищу добуто 280 тис. т.
Хорошівське, Дніпропетровське, Сухачівське, Таромське, Червоноіванівське родовище формувальних пісків розвідані в 1949-1962 рр. не розробляються. При вивченні сировини по цім родовищам були одержані формувальні піски високої якості.
Хорошівське родовище: К; ТО16А і Б; ТО1А; запаси по категоріях А+В+С1 тис. т — 2 444.
Таромське родовище: П; КО16; КО2Б; КО1А; запаси по категоріях А+В+С1 тис. т — 6 590, С2 — 1 397.
Дніпропетровське родовище: П; К; ТО16; запаси по категоріях А+В+С1 тис. т — 811.
Сухачівське родовище: Т; КО16А і Б; запаси по категоріях А+В+С1, тис. т — 1 959, С2 — 557.
Червоноіванівське родовище: ПО2; ПО16; ТО2Б; запаси по категоріях А+В+С1, тис. т — 1 997. Родовища дрібні підлягають до вивчення, переоцінки. Освоюватись найближчим часом не будуть.
В цілому, розробка формувальних пісків ведеться тільки відкритим способом. Добуті піски використовуються в природному виді без попередньої їх обробки, що пояснюється високою якістю розвіданої сировини, яка задовольняє вимогам ливарного виробництва.
Забезпеченість розвіданими запасами формувальних пісків діючих гірничодобувних підприємств висока. Гірничодобувні підприємства повністю забезпечують потребу металургійних і машинобудівних заводів.
Розширення сировинної бази діючих підприємств повинно здійснюватись на мало придатних для сільського господарства землях.
Загальні балансові запаси формувальних пісків на 01.01.1998 р. складають по категоріях А+В+С1, тис. т — 249 468; С2, тис-т 1 954.